# Artur Văitoianu
Artur Văitoianu (Ismail (Bessarabia), 14 aprile 1864 – Bucarest, 17 giugno 1956) è stato un generale e politico rumeno, per un breve periodo primo ministro della Romania: dal 29 settembre al 4 dicembre 1919.
Nato a Izmaïl, in Bessarabia (attualmente in Ucraina), combatté nella prima guerra mondiale.
Viene chiamato a ricoprire la carica di ministro della Guerra e degli Interni durante il governo di Ion C. Brătianu. 
Nel settembre 1919 sostituisce Brătianu alla guida dell'esecutivo dopo le dimissioni di quest'ultimo a seguito del rifiuto degli Alleati di concedere alla Romania le concessioni territoriali promesse con il Trattato di Bucarest (sulle cui basi il Paese era entrato in guerra nel 1916).
Al momento dell'arrivo di Văitoianu al governo, le truppe rumene erano impegnate a contrastare la nascita di un'autoproclamata repubblica sovietica ungherese. 
Gli Alleati diedero alla Romania otto giorni di tempo per ritirarsi da Budapest. Văitoianu rifiutò e venne costretto alle dimissioni.